# Carreau (agriculture)
Pour les articles homonymes, voir Carreau.
Carreau est un terme régional qui peut avoir plusieurs sens fonction de son emploi dans l'agriculture. Il était plus particulièrement utilisé aux Antilles.

## Aujourd'hui
En Suisse, un carré de jardin potager est équivalent à un carreau (de salade ou autre culture).
Planche de jardin potager. Synon. Carré. Exemple : « Il descendait au jardin et donnait une façon à quelque carreau de légumes ».

## Historiquement
Dans Encyclopédie méthodique. Agriculture de 1791 on peut lire :
« Ce terme est synonyme de Carré, cependant quelques personnes l’en distinguent en ce que les Carreaux ne sont pas entourés de plates bandes, ni d’arbres fruitiers et qu’ils sont destinés plus particulièrement à la culture des gros légumes, tels que les carottes, navets, pois, haricots et autres plantes qui n’ont pas besoin d’une culture aussi soignée que celle qu’on met dans les Carrés. »
« Le mot Carreau a une autre acceptation ; il signifie aussi une portion de terre carrée, qui fait partie d’un parterre ordinairement bordé de buis, et garni de fleurs et de gazon. (M. Thouin) »
« Carreau, Agriculture, mesure de terre en usage à la Guadeloupe, et à Saint-Domingue. A la Guadeloupe il a 90 000 pieds carrés, qui font 1 155 toises 20 pieds, ou deux arpents de Paris, 700 toises. A Saint-Domingue ; le Carreau est de 100 pas carrés ; le pas est de 3 pieds et ½ en carré ; ce qui fait 3 402 toises 28 pieds de Paris ou deux arpents royaux, 713 toises, 18 pieds. Le Carreau, à la Martinique, est le même que celui de Saint-Domingue. Les mesures sont rapportées et comparées au mot arpent. »